# Húmat esz-Szúk
Húmat esz-Szúk (arab: حومة السوق ; nyugati nyelvekre átírva: Houmt-Souk) város Tunéziában, Dzserba szigetének székhelye.

## Leírása
Houmt-Souk Dzserba szigetének fővárosa, mely azonban inkább kis települések halmaza, közepén az adminisztrációval és a bazárral meg a piaccal. E településforma már az ősidőkben így alakult ki, s azóta is őrzik. A székváros központjában található mecsetek nem képviselnek különösebb építészeti értéket. Legjelentősebb közülük az 1674-ben alapított Sidi Brahim el Jammi-zaouia, valamint a török mecset (Jemma el Trouk), melyben három ottomán harcos sírja is található.
A város színes látnivalója – különösen hétfőn és csütörtökön – a piac, a szuk, amely szövetekben, takarókban színes választékú. A sziget nevezetessége, hogy egész Tunéziában csak itt, Dzserba szigetén szövik a rendkívül sűrű csomózású (háromszázhatvan ezer csomó négyzetméterenként) úgynevezett selyemperzsát, melyek közül egy 2-3 négyzetméteres szőnyeg ára egy kisebb gépkocsi árával is vetekszik.
A szuk közelében több karavánszeráj (fondouk) üzemel vagy őrzi egykori formáját. Ezek hagyományos keleti fogadók, ahol egy központi udvar körül sorakoznak az árnyékos galériák, mögöttük az elég sötét hálócellákkal.
A város szélén egy régi zaouiában (Sidi Zitouni) rendezték be a népművészet és néphagyomány múzeumát.
A tengerparton egy történelmi erőd, a Borj el Kébir látható, melyet egykori római alapokra 1289-ben Roger de Loria spanyol admirális építtetett, és a hafszida Abou Fares építtetett tovább. A spanyolok 1560-ban itt próbáltak menedékre találni végső vereségük elől, azonban a szigeten élők kalózcsapata a híres Dragut kalózvezér vezetésével és a törökök támogatásával kifüstölte őket.

## Közlekedés
Nemzetközi repülőtere a Dzserba–Zarzis nemzetközi repülőtér.

## Galéria

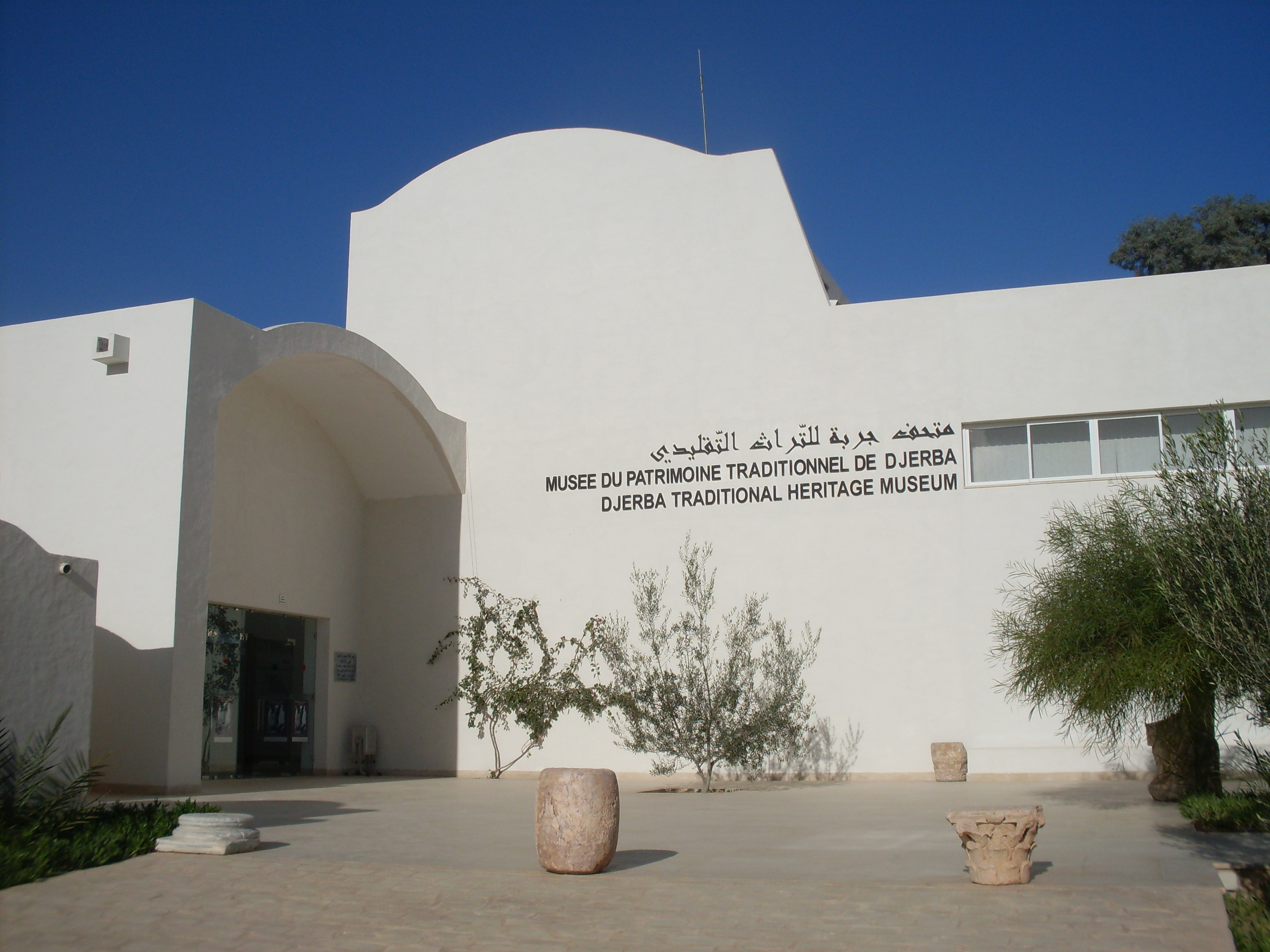
Dzserba, a múzeum épülete Houmt Soukban
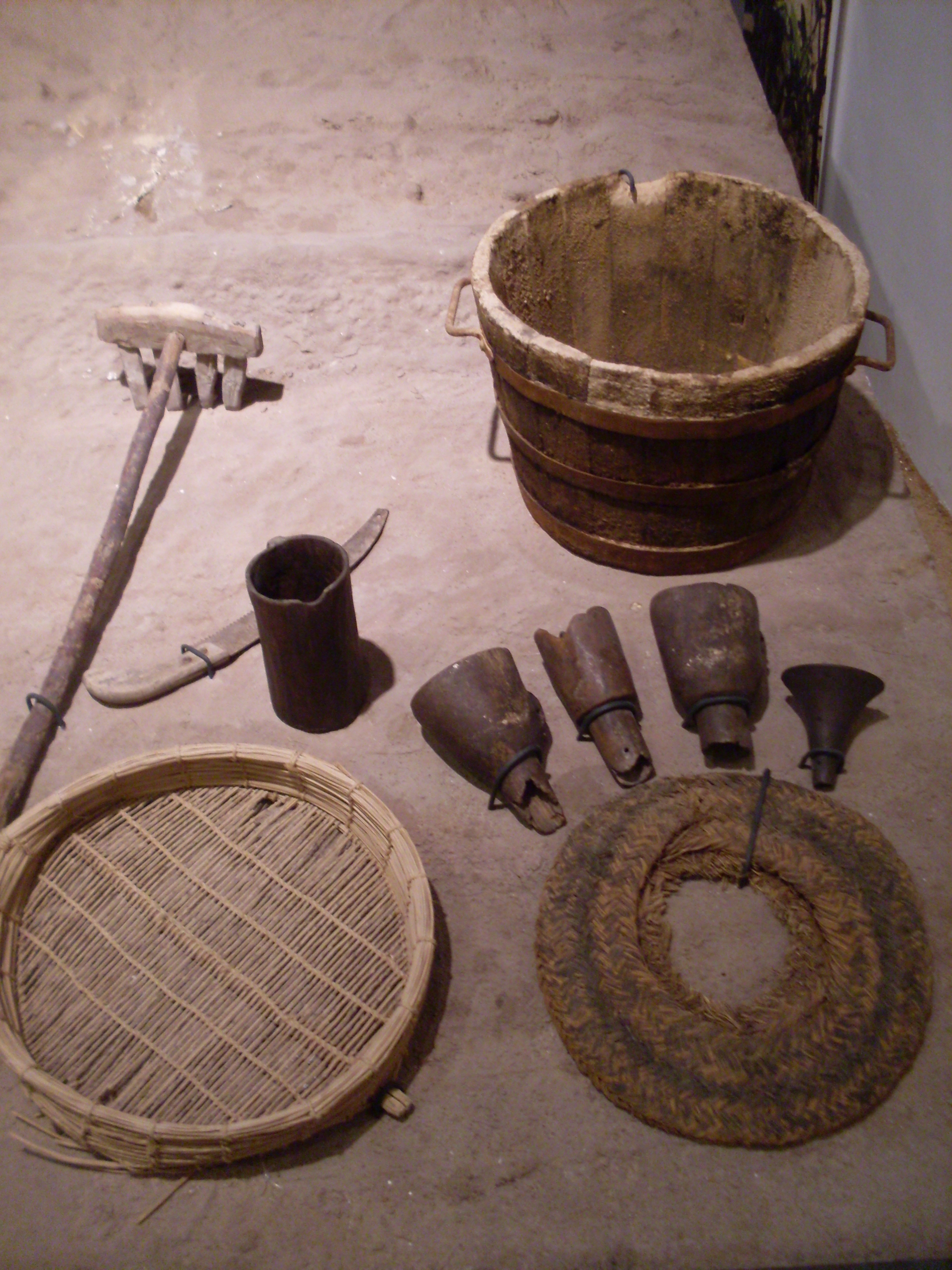
A múzeum anyagának részlete
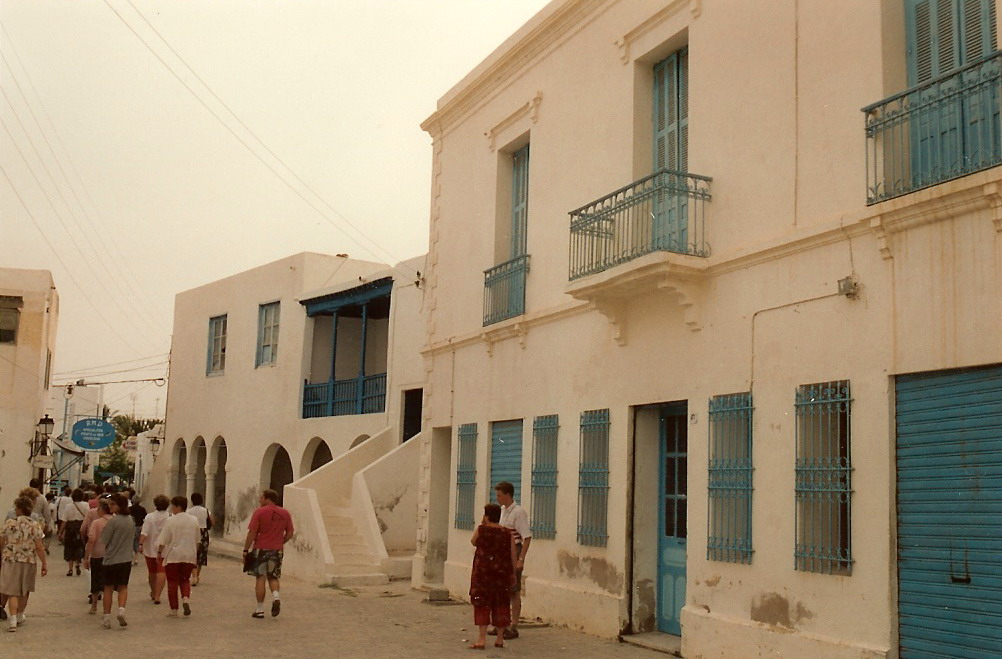
Houmt Souk utcarészlet
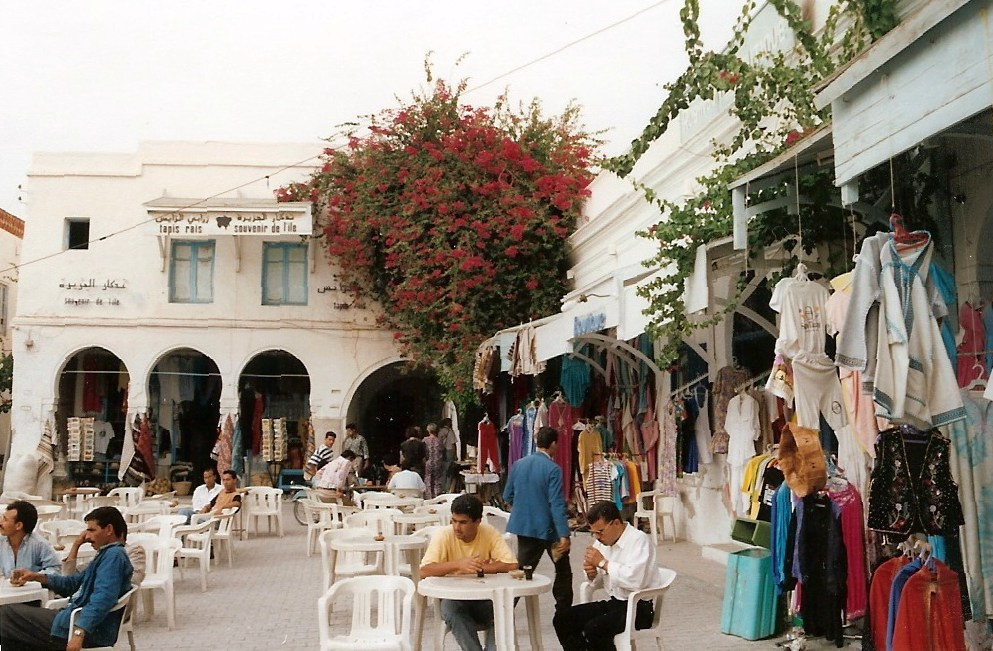
Utcarészlet
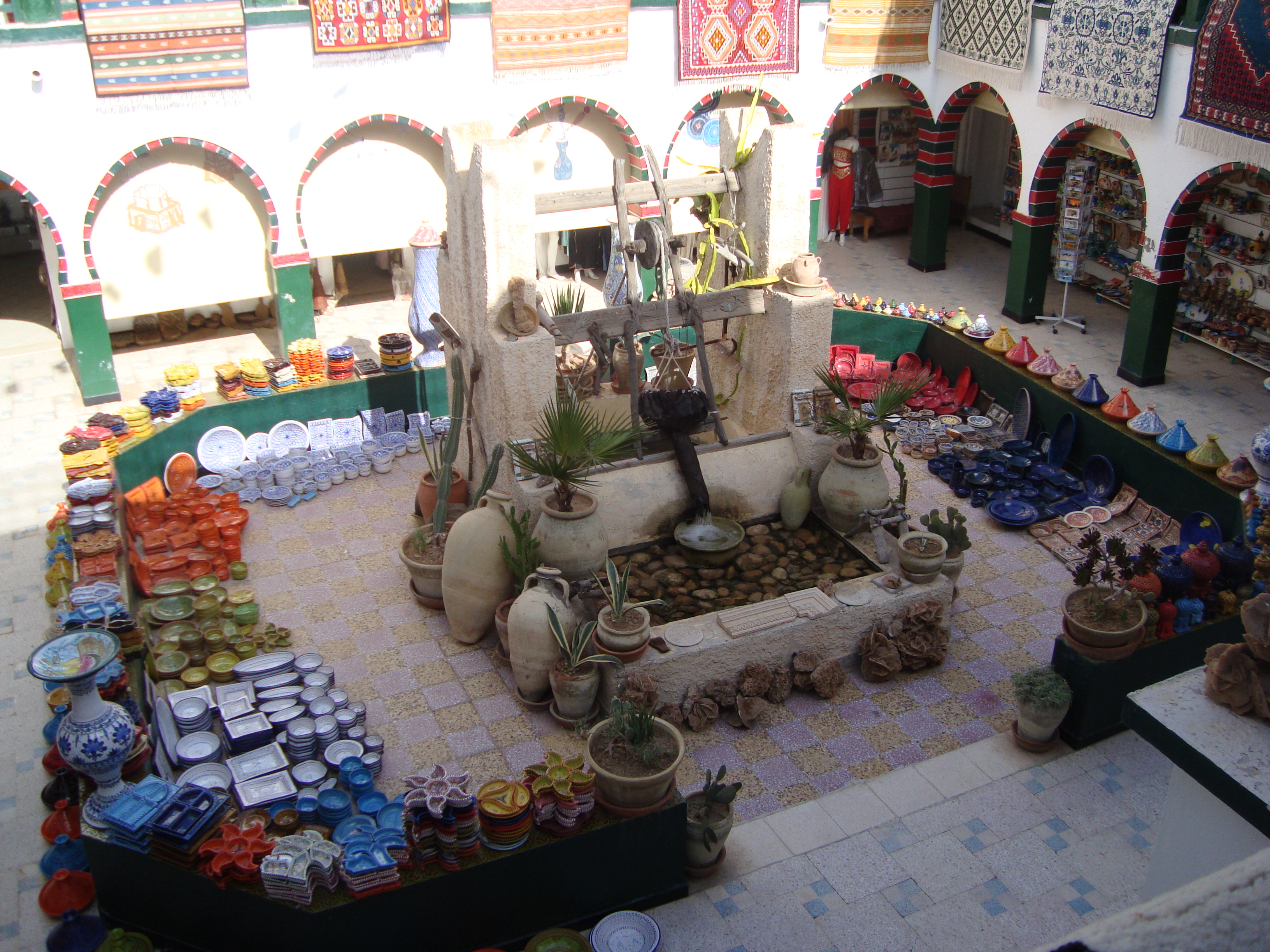
Houmt Souk, részlet
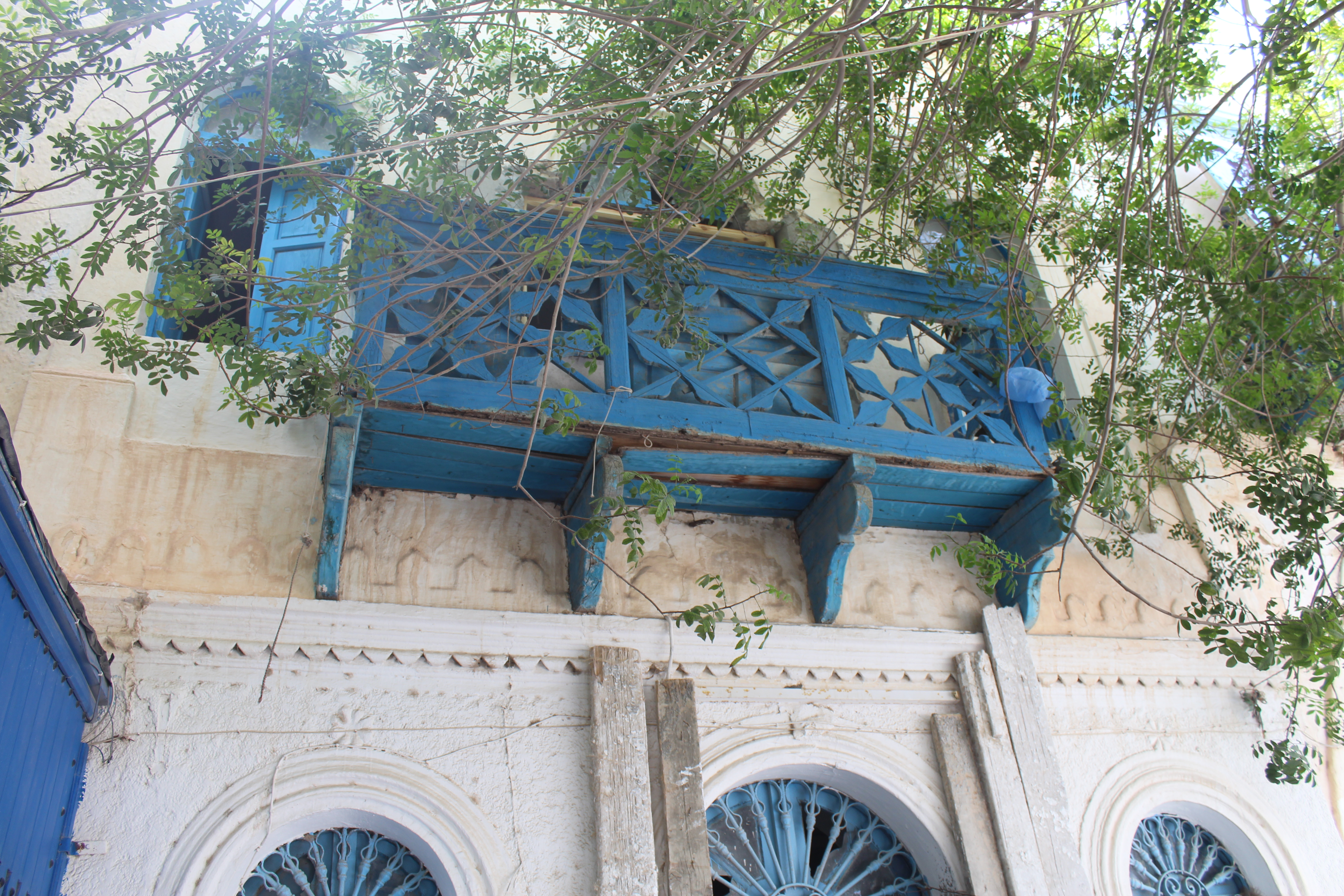
Houmt Souk, részlet
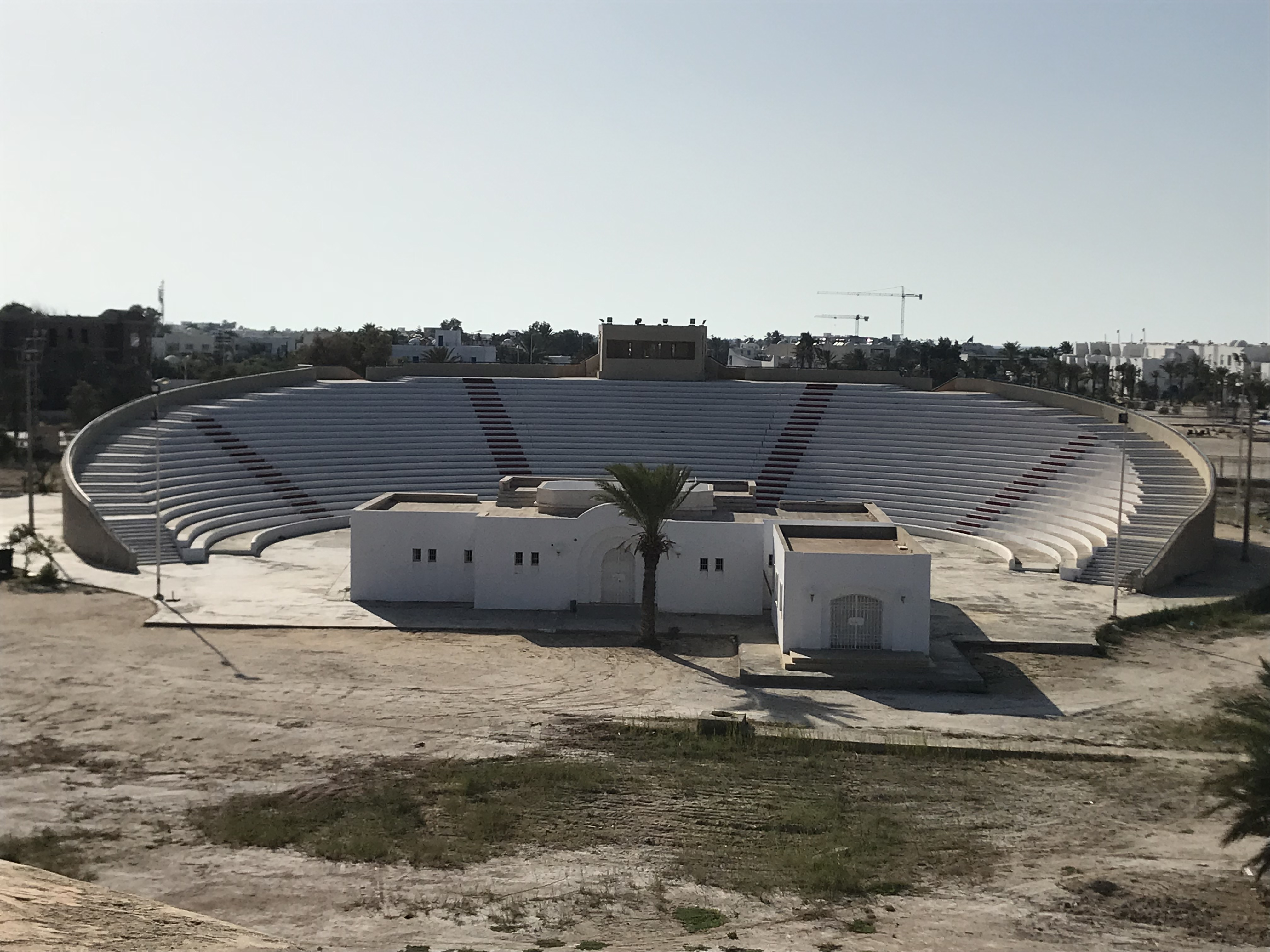
A színház részlete
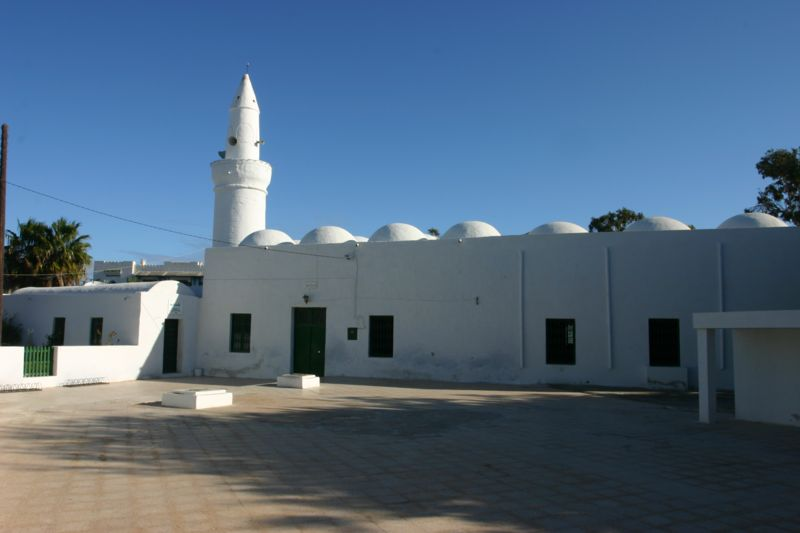
Török mecset
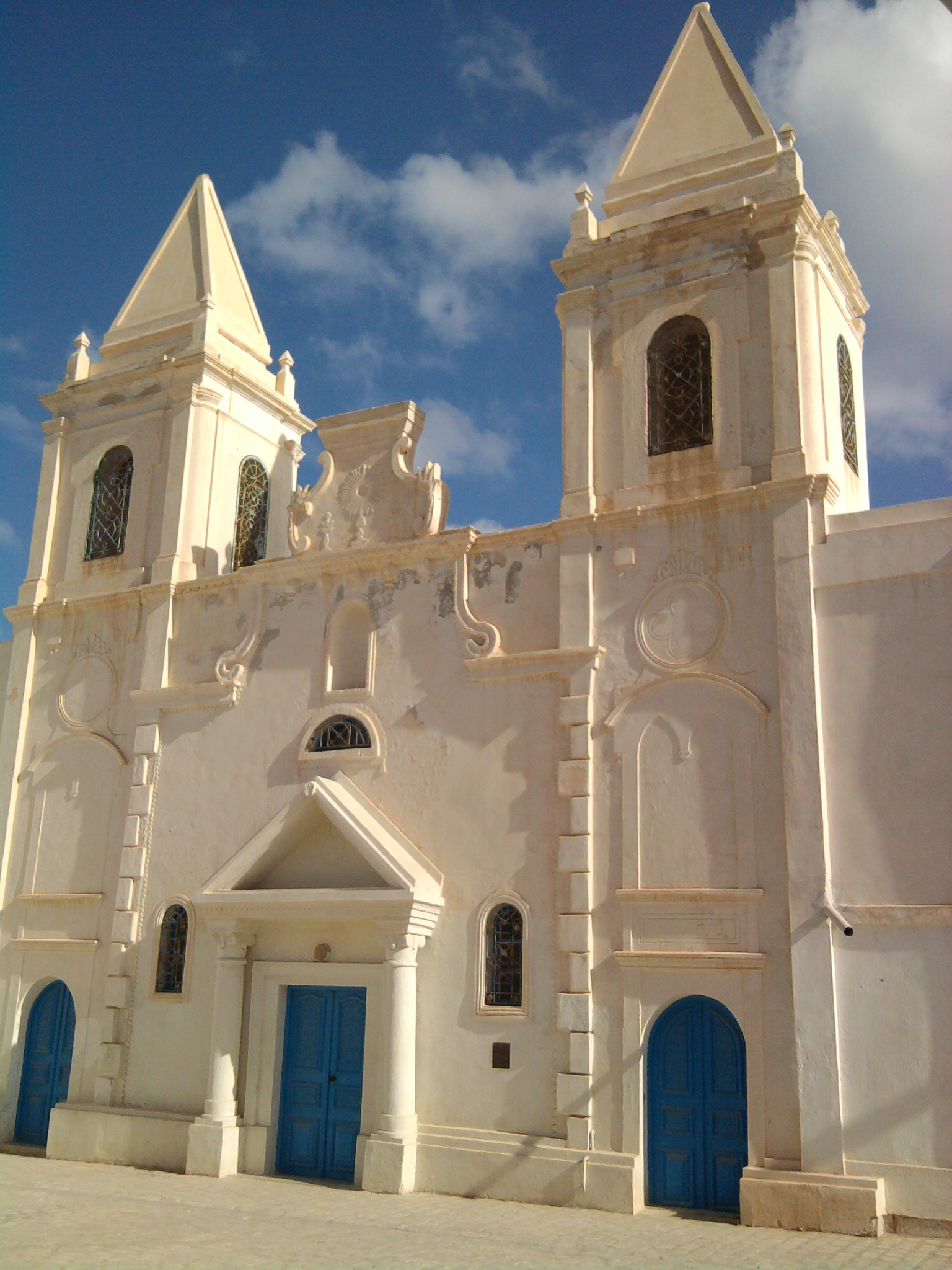
Saint Joseph-templom
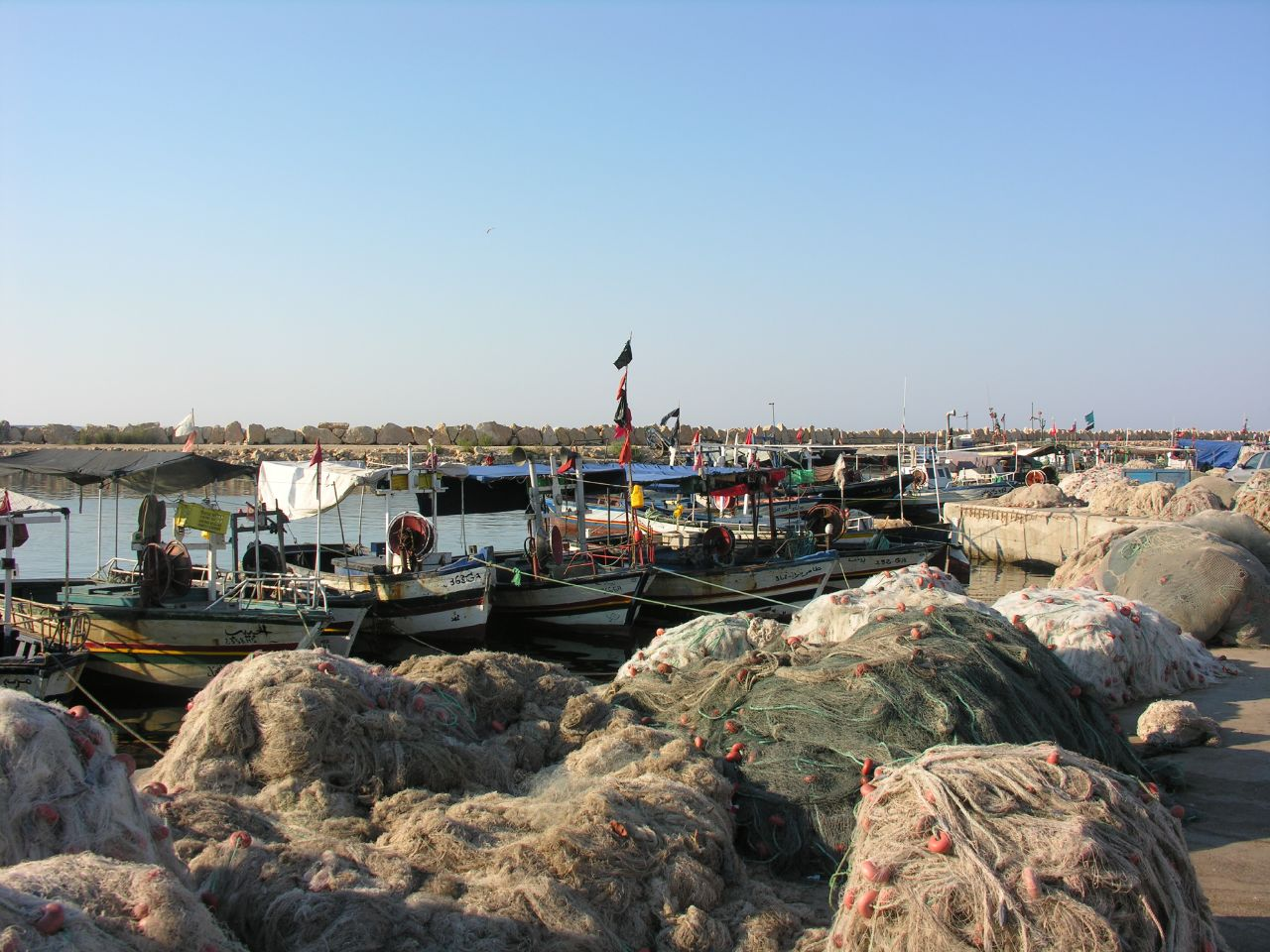
A kikötő
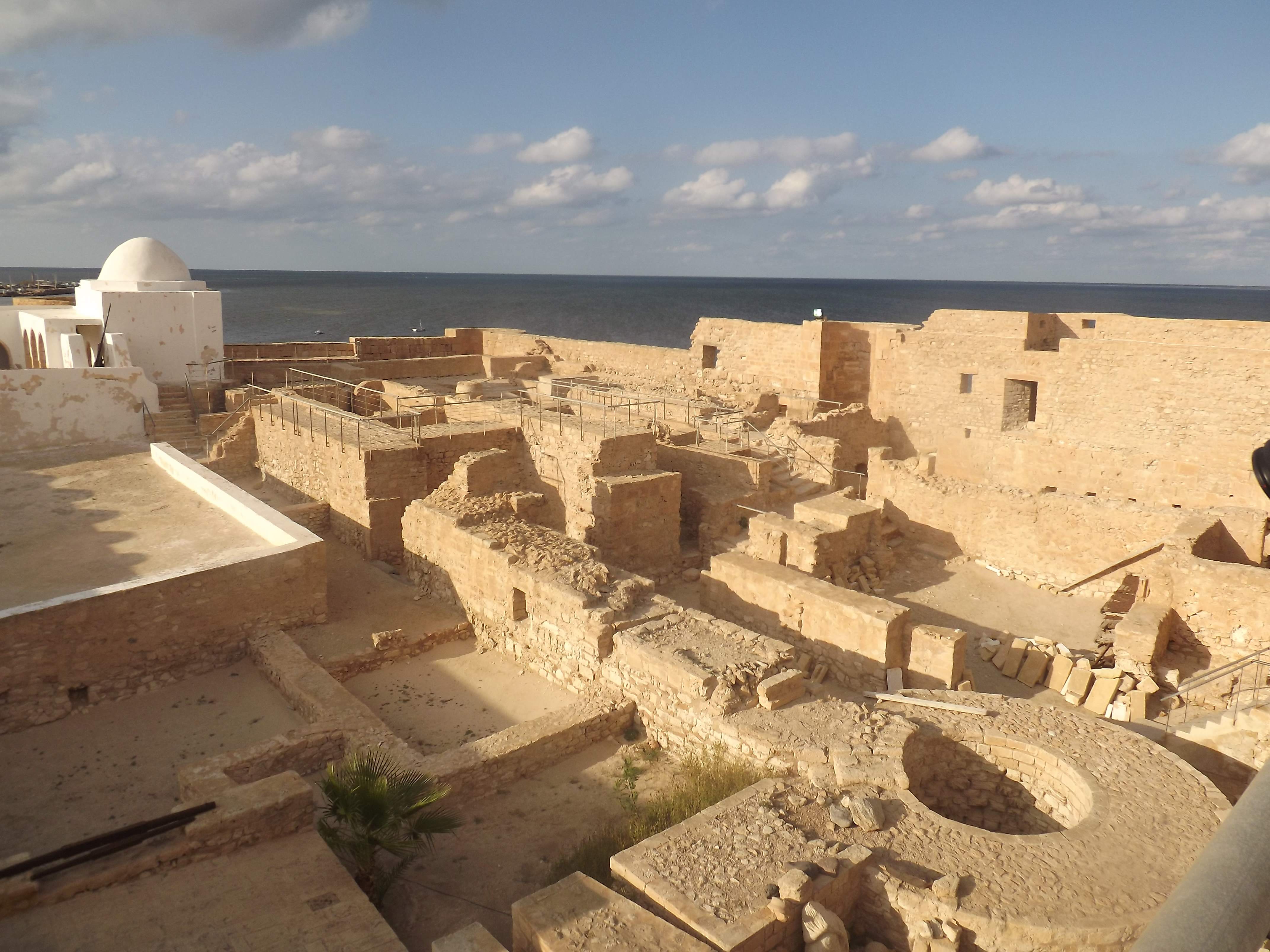
A tengerparti erőd részlete
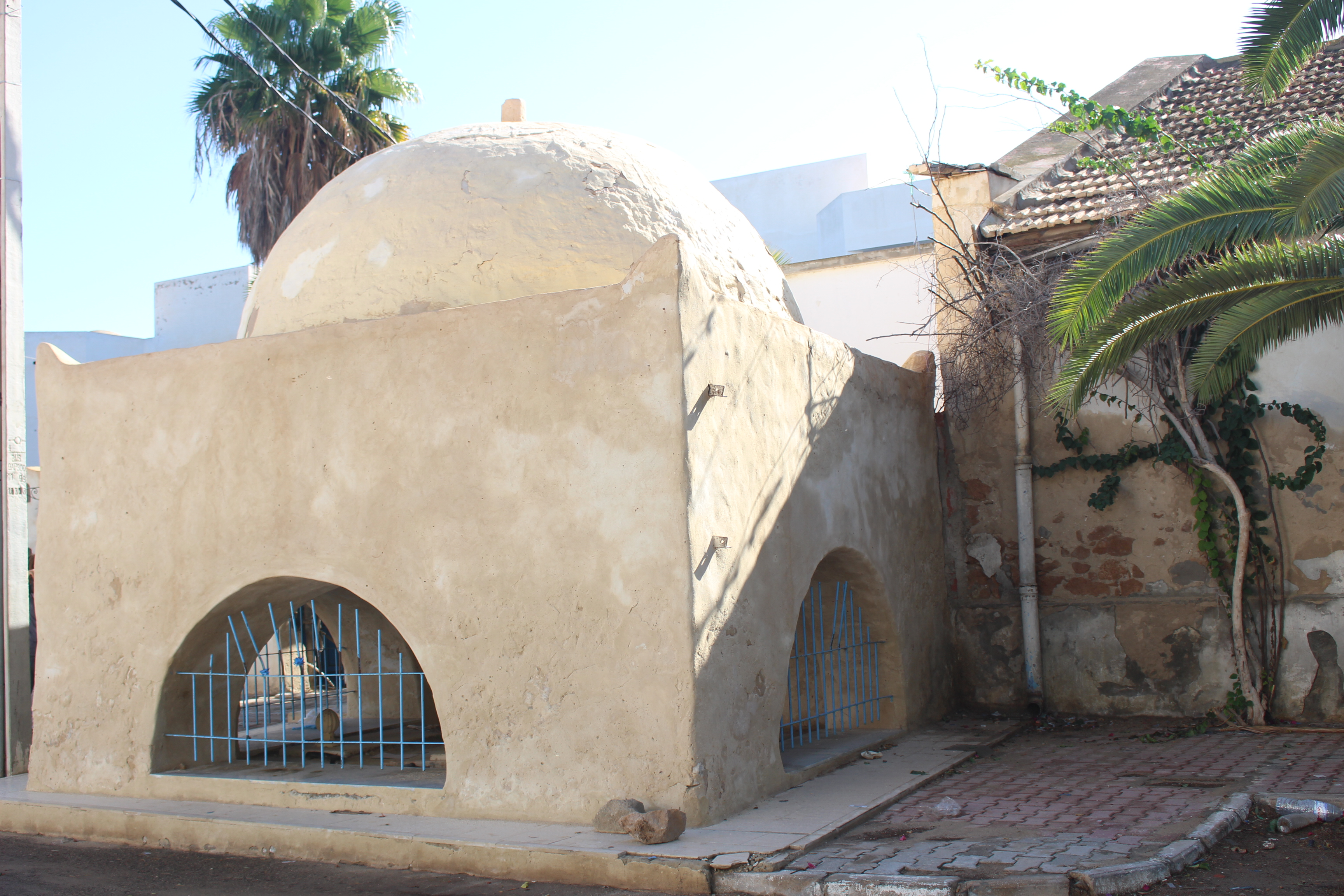
Mauzóleum